# Sarah Teelow
Sarah Louise Teelow (ur. 30 sierpnia 1993 w Portland w stanie Wiktoria, zm. 26 listopada 2013 w Sydney) – australijska narciarka wodna.

## Życiorys
Sarah Teelow urodziła się w 1993 roku jako córka Tani (z domu Williams) i Chrisa Teelow. W Hiszpanii odniosła zwycięstwo na mistrzostwach świata na konkurencji szybkościowej w formule 2. Zmarła 26 listopada 2013 roku na skutek obrażeń po wypadku, który miał miejsce na zawodach na rzece Hawkesbury w pobliżu Sydney.